# Alyaksandr Makas
Alyaksandr Makas (tiếng Belarus: Аляксандар Макась; tiếng Nga: Александр Макась; sinh 8 tháng 10 năm 1991) là một cầu thủ bóng đá Belarus hiện tại thi đấu cho Isloch Minsk Raion.

## Sự nghiệp
Makas ra mắt cho đội tuyển quốc gia ngày 30 tháng 3 năm 2015, trong trận giao hữu trước Gabon.

## Danh hiệu
Minsk
- Vô địch Cúp bóng đá Belarus: 2012–13